# Đuzepe Toreli
Đuzepe Toreli (ital. Guiseppe Torelli; 22. april 1658, Verona – 8. februar 1709, Bolonja) je bio violinista i veliki majstor končerta grosa.
Toreli je prihvatio koncert od tri stava, kakav je ostao do danas. Njegova končerta grosa posjeduju ravnotežu oblika i sadržaja, pa se mogu smatrati pretečom sličnih djela Hendla i Baha.